# Bolewice (gromada w powiecie myśliborskim)
Bolewice – dawna gromada, czyli najmniejsza jednostka podziału terytorialnego Polskiej Rzeczypospolitej Ludowej w latach 1954–1972.
Gromady, z gromadzkimi radami narodowymi (GRN) jako organami władzy najniższego stopnia na wsi, funkcjonowały od reformy reorganizującej administrację wiejską przeprowadzonej jesienią 1954 do momentu ich zniesienia z dniem 1 stycznia 1973, tym samym wypierając organizację gminną w latach 1954–1972.
Gromadę Bolewice z siedzibą GRN w Bolewicach utworzono – jako jedną z 8759 gromad na obszarze Polski – w powiecie myśliborskim w woj. szczecińskim na mocy uchwały nr V/47/54 WRN w Szczecinie z dnia 5 października 1954. W skład jednostki weszły obszary dotychczasowych gromad Bolewice i Przekolno ze zniesionej gminy Pełczyce w tymże powiecie oraz obszar dotychczasowej gromady Boguszany (bez miejscowości Lubiana Nowa, Lubiana Pyrzycka, Nadarzyn i Płotno) ze zniesionej gminy Piasecznik w powiecie pyrzyckim w tymże województwie. Dla gromady ustalono 11 członków gromadzkiej rady narodowej.
Gromadę zniesiono 31 grudnia 1959, a jej obszar włączono do gromady Pełczyce w tymże powiecie.